# Marudo
Marudo är en ort och kommun i provinsen Lodi i regionen Lombardiet i Italien. Kommunen hade 1 718 invånare (2018).